# Matthew Perry (igralec)
Matthew Langford Perry, ameriško-kanadski filmski in televizijski igralec, * 19. avgust 1969, Williamstown, Massachusetts, Združene države Amerike, † 28. oktober 2023, Los Angeles, Kalifornija.
Najbolj je bil poznan po svoji vlogi Chandlerja Binga v humoristični nanizanki Prijatelji (Friends, 1994–2004).

## Zgodnje življenje in izobrazba
Perry se je rodil v kraju Williamstown v ameriški zvezni državi Massachusetts. Njegova mati, Suzanne Jane Louise Morrison, je bila kanadska novinarka, njegov oče, John Bennett Perry, pa igralec in bivši model. Matthew ima tako dvojno državljanstvo. Starša sta se ločila preden je bil star 1 leto in njegova mati se je ponovno poročila, tokrat z novinarjem Keithom Morrisonom. Odraščal je v Ottawi. Ko je odraščal v Ontariu, se je Matthew začel zanimati za tenis in bil kmalu najboljši igralec med mladinci. Nato se je preselil v Los Angeles in tam začel z igralsko kariero.